# Cabeza Mediana (Rascafría)
La Cabeza Mediana es una elevación montañosa enclavada en la sierra de Guadarrama (España), una de las principales formaciones del sistema Central. Está situada en el término municipal de Rascafría, en la Comunidad de Madrid, cerca del espacio protegido del parque natural de Peñalara, en concreto, a unos dos kilómetros al este. Su cota máxima es de 1691 m. 
Su nombre hace referencia a los cercanos picos de Peñalara (2428 m) y de las Cabezas de Hierro (2383 m), con los que se establece una comparación de las diferentes altitudes. El apelativo mediana proviene de su ubicación encajada entre ambas cumbres, que se destacan en al menos 700 m de altitud.

## Medio físico
La Cabeza Mediana se halla al norte del arroyo de Angostura, una de las corrientes fluviales que forman el río Lozoya, y al sur del Monasterio de El Paular, del que le separan unos cinco kilómetros. Al este se encuentra el Valle del Lozoya y al oeste aparece el macizo de Peñalara, al que se une por medio del nudo orográfico del collado de la Sillada de Garcisancho. 
Ambas cimas forman parte de un bloque morfoestructural de carácter menor, adosado lateralmente al citado macizo, con el que se ordena el puerto de Cotos hasta el Valle Alto del Lozoya mediante una amplia nava. 
La Cabeza Mediana presenta una forma semicircular y una cumbre redondeada, coronada por una estación meteorológica. Cuenta con importantes atractivos paisajísticos —dada su ubicación a modo de mirador entre el macizo de Peñalara y el Valle del Lozoya—, así como medioambientales. 
Su vegetación presenta rasgos característicos de su rango altitudinal. Los bosques de pino silvestre pueblan sus laderas y, conforme se gana en altura, hacen acto de presencia ecosistemas de pastizal y de roquedo. Respecto a la fauna, la avícola ocupa un lugar destacado, con especies como el buitre negro, el águila real, el ratonero común y el picapinos, entre otras.
En relación con su hidrografía, la montaña se integra en la cuenca del río Lozoya. Se encuentra bordeada por diferentes arroyos que bajan desde el macizo de Peñalara, entre los que destaca el de Angostura. Las aguas que recoge su cumbre descienden precipitadamente a los mismos, sin que pueda formarse una corriente fluvial de importancia.

## Acceso
Una de las formas más directas de acceso es por la carretera M-604, que comunica Rascafría con el puerto de Cotos. En el kilómetro 30,200 de esta vía, se toma un camino hasta el Mirador de Los Robledos, donde se encuentra el monumento al Guarda Forestal. Desde este punto, surge una senda que conduce a la montaña, que apenas ofrece dificultad de ascenso.

## Galería

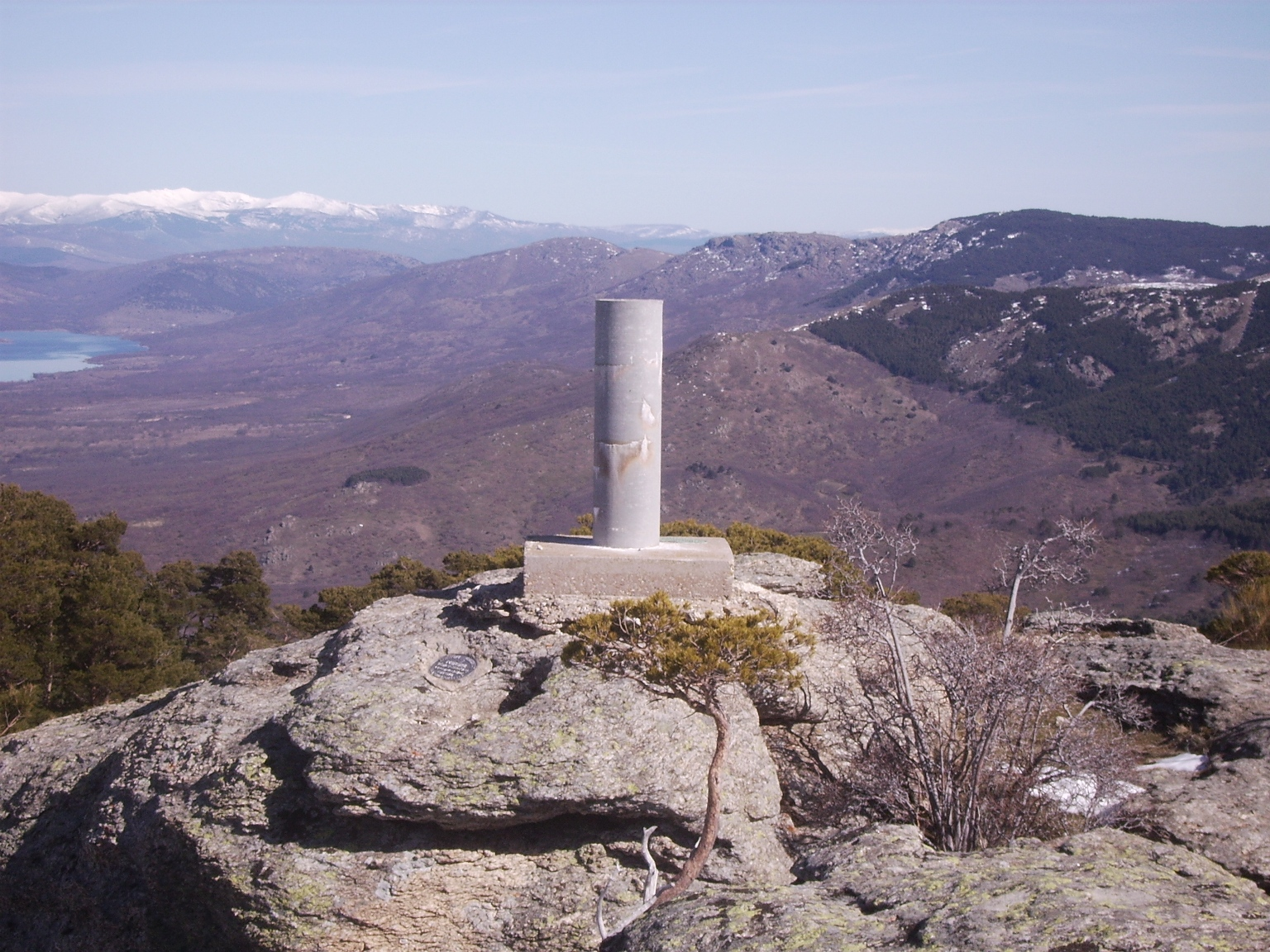
Vértice geodésico de primer orden situado en la cumbre.
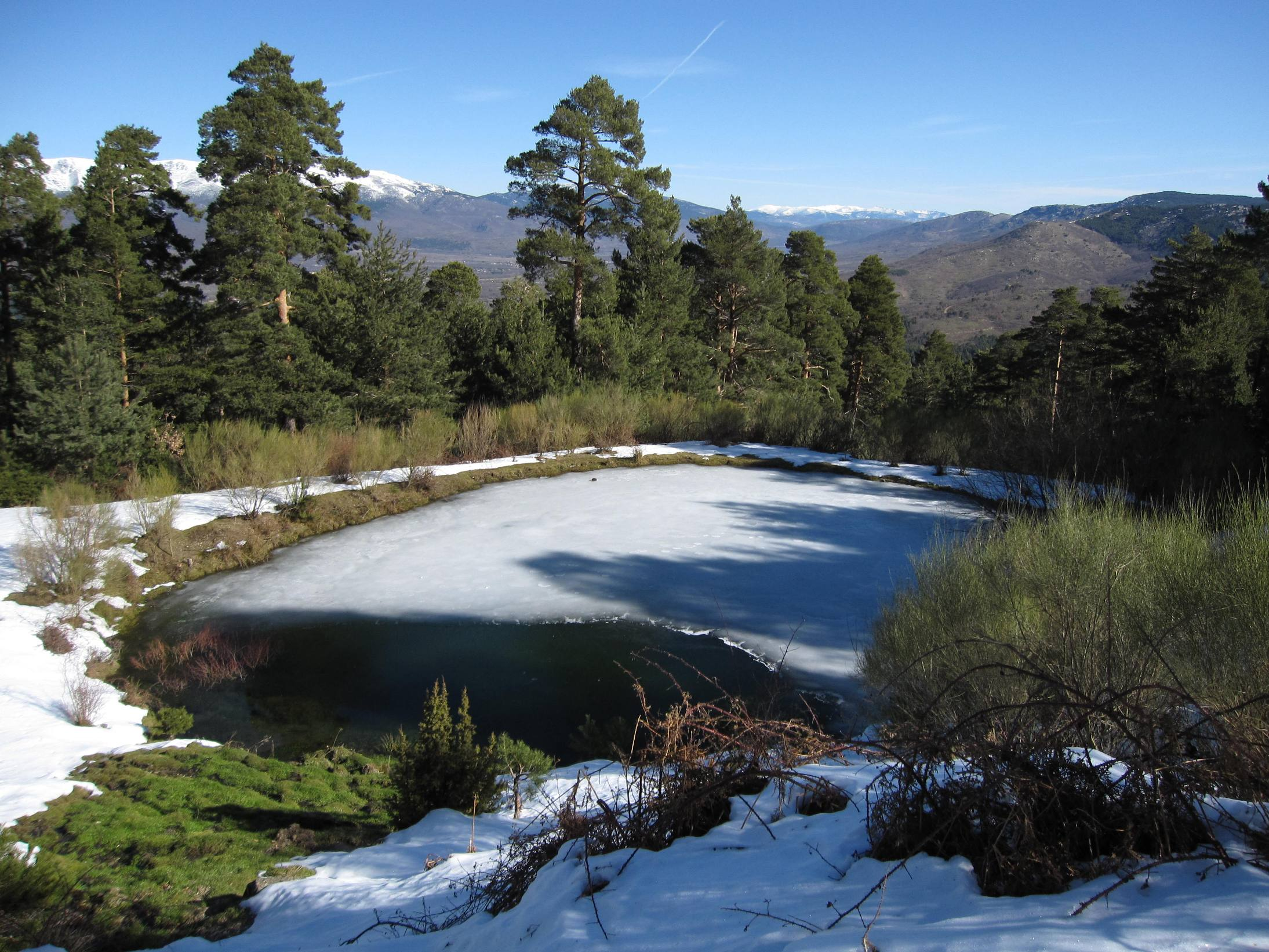
Pequeño lago glaciar situado en la cara noreste de Cabeza Mediana.

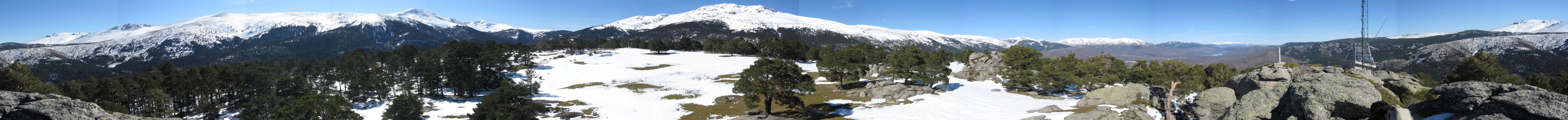
Vista panorámica de 360° desde la cima de Cabeza Mediana.